# ما رواه المغربي
"ما رواه المغربي" هو عمل أدبي للكاتبة المغربية ليلى العلمي، تُصنف ضمن الروايات المعاصرة التي تناولت موضوعات الهوية والذاكرة التاريخية والثقافية في المغرب. تشكل هذه الرواية إضافة مهمة إلى المشهد الأدبي المغربي والعربي لما تحمله من رؤية سردية عميقة تسبر أغوار العلاقات الإنسانية والاجتماعية، متأثرة بالسياق التاريخي والسياسي الذي يعيشه المجتمع المغربي.

## تحليل العنوان
يحمل عنوان رواية "ما رواه المغربي" للكاتبة المغربية ليلى العلمي دلالة مزدوجة تجمع بين البُعد السردي والبُعد الهوياتي. من جهة، يُشير الفعل "رواه" إلى فعل الحكي ونقل الأحداث من زاوية ذاتية، وهو ما يُؤسس منذ البداية لفعل روائي قائم على التمثيل والتأويل، حيث يصبح الراوي فاعلًا في صياغة التاريخ لا مجرد ناقل له. أما "المغربي"، فهو إحالة إلى الهوية الوطنية والثقافية لشخصية الراوي، لكنه لا يُختزل في بعدها الجغرافي، بل يرمز أيضًا إلى تجربة الهجرة والعبور من الجنوب إلى الشمال، من الهوامش إلى المركز، وما ينتج عن ذلك من تمزقات وتقاطعات بين الذات والآخر، والشرق والغرب. بذلك، يُؤسس العنوان لمسار سردي يُعيد التفكير في التاريخ الاستعماري والتمثيل الثقافي من خلال "ما رواه المغربي" لا "ما كُتب عنه"، مما يمنح الصوت لمن كان مغيّبًا أو مهمّشًا في السرديات الرسمية.

## نبذة عن الرواية
تدور أحداث الرواية حول رحلة البحث عن الذات، وتستعرض بطريقة درامية مشاهد من حياة الشخصية الرئيسية التي تمثل صوتًا مغربياً ينقل تجارب من الواقع الاجتماعي والسياسي المغربي. تستعرض الرواية قضايا مثل الانتماء والهوية والتاريخ المشترك بين الأفراد والمجتمع، وتركز على سرد الحكايات التي توارثها الأجداد من جيل إلى آخر، مستعرضة تاريخ المغرب بتفاصيله الثقافية والسياسية والاجتماعية.

## الموضوعات والمحاور
تناقش الرواية موضوعات متعددة منها:
- الذاكرة التاريخية والهوية: تعكس الرواية تداخل الذاكرة الجماعية مع الشخصية الفردية، وتبرز كيف يؤثر التاريخ على الحاضر والمستقبل.
- التراث الثقافي المغربي: تستعرض الرواية عادات وتقاليد وموروثات مغربية متنوعة، من خلال سرد الحكايات والأساطير الشعبية.
- الصراعات الاجتماعية والسياسية: تبرز الرواية الصراعات التي يعايشها المجتمع المغربي، مثل التوترات بين الحداثة والتقاليد، والانتقال بين أحقاب تاريخية مختلفة.
- البحث عن الحقيقة: تظهر الرواية رحلة الشخصية في البحث عن الحقيقة التي تقود إلى فهم أعمق لذاتها ومجتمعها.

### 1. الخلفيةالتاريخيةوالسياق السياسي
تأثير الأحداث السياسية المغربية المعاصرة (كمرحلة ما بعد الاستعمار، أو الانتقال الديمقراطي) على بناء الرواية. وكذلك انعكاس الصراعات الاجتماعية والتغيرات الاقتصادية في حياة الشخصيات.

### 2. الهوية والاغتراب
كيف تتناول الرواية فكرة الهوية المغربية متعددة الأبعاد (الأمازيغية، العربية، الإسلامية، الأوروبية). وتجربة الاغتراب الداخلي والخارجي للشخصيات بين الريف والحضر، أو بين المغرب والمهجر.

### 3. دور المرأة في الرواية
تمثيل الشخصيات النسائية، ودور المرأة في التراث والحداثة. والصراعات الخاصة بالنساء في المجتمع المغربي التقليدي والمعاصر.

### 4. العلاقة بين الأجيال
الصراع بين الأجيال القديمة والحديثة داخل الأسرة والمجتمع. وانتقال القيم والتقاليد بين الأجداد والأحفاد.

### 5. اللغة والأسلوب السردي
استخدام الكاتبة للغة (الفصحى واللهجات أو المزج بينهما). وأيضا التقنيات السردية كالزمن المتداخل، السرد متعدد الأصوات، وتقنيات الحكي.

### 6. الرموز والاستعارات الأدبية
تحليل الرموز التي استخدمتها الكاتبة لتعبر عن قضايا الهوية، التاريخ، والذاكرة. والاستعارات التي تدل على الصراعات الداخلية للشخصيات.

### 7. الموروث الثقافي والتراثي
دور القصص والحكايات الشعبية في بناء السرد الروائي. وتأثير الموروث الثقافي المغربي في تشكيل وعي الشخصيات.

### 8. القيم والتحديات المعاصرة
كيف تعالج الرواية قضايا مثل الحداثة، التقاليد، التغير الاجتماعي، والتعليم. وبالإضافة دور التكنولوجيا والتحولات الاجتماعية الحديثة في حياة الأفراد.

## الأسلوب السردي
تميزت الرواية بأسلوب سردي يمزج بين الحكي الروائي والتوثيق التاريخي، مع اعتماد الكاتبة على لغة عربية فصحى رشيقة تنسجم مع الطابع الثقافي للحكاية. تعكس الرواية حساسية عميقة في تصوير الشخصيات والأحداث، مع استخدام مداخل متعددة للسرد، مثل الحكايات داخل الحكاية، والذاكرة التوثيقية، مما يعطي عمقًا ويعزز من تشويق القارئ.

## الأهمية الأدبية
يعتبر كتاب "ما رواه المغربي" من الأعمال التي أسهمت في إغناء الأدب المغربي الحديث، حيث تمكنت ليلى العلمي من تقديم نموذج أدبي متكامل يربط بين التاريخ والذاكرة والثقافة في إطار روائي ممتع وشيق. كما يلقي العمل الضوء على تطورات الهوية المغربية في ظل التغيرات الاجتماعية والسياسية، ويطرح تساؤلات جوهرية حول الانتماء والذات في زمن متغير.